# Hildegard Jadamowitz
Hildegard Jadamowitz, född 12 februari 1916 i Berlin, död 18 augusti 1942 i Plötzenseefängelset i Berlin, var en tysk kommunistisk aktivist och medlem av en motståndsgrupp som bildats av Herbert Baum (1912–1942).

## Biografi
År 1931, vid 15 års ålder, gick Jadamowitz med i Tysklands kommunistiska ungdomsförbund. Hon greps 1936 av de nazistiska myndigheterna, men hon släpptes i brist på bevis. Strax därpå blev hon medlem i en motståndsgrupp som leddes av Hans-Georg Vötter (1901–1943) i Berlin-Britz; i samband med detta träffade hon Werner Steinbrink (1917–1942), som senare blev hennes fästman. Genom dennes försorg anslöt hon sig till Herbert Baums motståndsgrupp; denna grupp fick med tiden kontakt med en rad andra motståndskretsar.
Jadamowitz utbildade sig till röntgenassistent och arbetade vid institutet för röntgen- och strålningsmedicin i Tegel. I lönndom försåg hon politiskt förföljda personer med läkemedel. I maj 1942 deltog hon i ett brandattentat mot den nazistiska propagandautställningen Das Sowjet-Paradies, vilken attackerade den påstådda judebolsjevismen i Sovjetunionen. Medlemmarna greps av Gestapo och ställdes i juli samma år inför Volksgerichtshof och dömdes till döden genom halshuggning. Tidigt på morgonen den 18 augusti avrättades Steinbrink och därefter Jadamowitz.
En gata i Friedrichshain är uppkallad efter Hildegard Jadamowitz.